# إرنست بيكار
إرنست بيكار (بالفرنسية: Ernest Picard)‏ هو محامي وسياسي فرنسي، ولد في 24 ديسمبر 1821 في باريس في فرنسا، وتوفي بنفس المكان في 13 مايو 1877.

## مناصب
- انتخب وزير المالية (4 سبتمبر 1870 – 19 فبراير 1871).
- انتخب وزير الداخلية (19 فبراير 1871 – 5 يونيو 1871).
- انتخب  (8 فبراير 1871 – 7 مارس 1876).
- انتخب  (6 يونيو 1869 – 4 سبتمبر 1870).
- انتخب سفير فرنسا لدى بلجيكا (1871 – 1873).
- انتخب Member of parliament for the Seine ‏ (9 مايو 1858 – 27 أبريل 1869).
- انتخب Senator for life (France) [الإنجليزية]‏ (10 ديسمبر 1875 – 13 مايو 1877).